# Dasyrhamphis villosus
Dasyrhamphis villosus är en tvåvingeart som först beskrevs av Macquart 1838.  Dasyrhamphis villosus ingår i släktet Dasyrhamphis och familjen bromsar. Inga underarter finns listade i Catalogue of Life.